# 格羅夫頓 (新罕布什爾州)
格羅夫頓（英語：Groveton）是位於美國新罕布什爾州庫斯縣的普查規定居民點。

## 人口
根據2020年美國人口普查的數據，格羅夫頓的面積為5.57平方千米，當中陸地面積為5.33平方千米，而水域面積為0.23平方千米。當地共有人口1068人，而人口密度為每平方千米191.74人。